# روث ميدلتون
روث ميدلتون هي لاعب كرة قاعدة كندية، ولدت في 25 أغسطس 1930، وتوفيت في 13 مايو 2008.